# Harry M. Daugherty
Harry Micajah Daugherty (ur. 26 stycznia 1860 w Washington Court House, zm. 12 października 1941 w Columbus) – amerykański polityk.

## Życiorys
Urodził się 26 stycznia 1860 roku w Washington Court House. Uczęszczał do publicznych szkół, a następnie ukończył University of Michigan. Po studiach praktykował prawo w Washington Court House, a po przeniesieniu do Columbus został członkiem legislatury stanowej Ohio. W 1902 roku założył firmę Daugherty, Todd & Rarey, którą kierował przez niespełna dwadzieścia lat. W 1921 roku Warren Harding zaproponował mu objęcie stanowiska prokuratora generalnego. Funkcję tę pełnił także za czasów Calvina Coolidge’a, jednak w 1924 roku zrezygnował, z powodu oskarżeń korupcyjnych. Został uniewinniony z zarzutów o oszustwo rządu federalnego. Zmarł 12 października 1941 roku w Columbus.